# Polygala alpina
Polygale des Alpes
Espèce
Statut de conservation UICN

 LC  : Préoccupation mineure
Polygala alpina, le Polygale des Alpes, est une espèce de plantes à fleurs de la famille des Polygalacées. C'est une plante herbacée vivace originaire des Alpes et des Pyrénées en Europe.

## Répartition
La plante est trouvée en Andorre, en Autriche, en Espagne, en France, dans le nord de l'Italie, en Roumanie et Suisse.